# Нижанківська-Снігурович Дарія Амвросіївна
Дарія Нижанківська-Снігурович (18 червня 1915, Львів — 23 червня 1980 року) — український хореограф, педагог, провідна балерина у Міському (Великому театрі, нині — Львівському національному академічному театрі опери та балету імені Соломії Крушельницької) у 40-х роках XX століття.

## Театральна історія сім'ї
Дід Дарії, Юліян Нижанківський (1838 — 91), був актором театру «Руська бесіда», заснованого у 1864 році у Львові. Виступив у виставі «Маруся» — на прем'єрі з нагоди відкриття театру. Її батько, Амбросій, син Юліана, пішов стопами свого батька і вибрав професію актора. Одружився з Євгенією, яка також стала артисткою і приєдналася до його життя на сцені, подорожуючи містами та селами України. Актори самі шили собі костюми, будували декорації, що було складно, але звично для мандрівного театру.

## Освіта
У віці восьми років Дарія вступила в школу ритміки Оксани Суховерської, в якої провчилася десять років, отримавши базові знання з балету. Потім поїхала до Праги, щоб продовжити й удосконалити вивчення танцю. Брала уроки хореографії у балерини Мії Славенської, з якою подружилася. Коли Міа в 1937 р. виїхала до Парижа, Дарія наприкінці 1938 р. повернулася до Львова. Тут навчалася у професора Бурі, у приватній балетній школі хореографа С. Фалішевського, а пізніше — у провідної солістки балету В. Переяславець.

## Провідна солістка
Влітку 1939 року Дарія стала солісткою Львівського театру опери та балету. У 1941 сюди прибув видатний хореограф Євген Вігілєв (розгорнув свою діяльність до 1944 р.) і залучав Дарію у свої постановки. «Традиції романтичної епохи та академічного балету збереглися переважно в спектаклях балетної трупи оперного театру. Вона вважалася провідною в регіоні (з балетмейстерами — С. Фалішевським, А. Фуртунато, А. Романовським, М. Статкевичем)» — писала місцева преса.
Перший сценічний досвід Дарії — статистка (Нубійський раб), який утримував великий пальмовий лист над правителем в опері «Аїда» Д.Верді . Після цього в оперу додали балетну інтерлюдію, в яку залучили Дарію. На початках роботи в театрі (чи й пізніше — при потребі) Дарія танцювала в операх «Аїда», «Трубадур», «Травіата» Д.Верді, «Кармен» Ж.Бізе, «Фауст» Ш.Гуно та ін.
Згодом стала провідною балериною, у репертуарі якої з'явились такі складні партії: Одетта «Лебедине озеро» П.Чайковського; Дульсінея (Кітрі) «Дон Кіхот» Л.Мінкуса; Сванільда «Лілея» К.Данькевича; Таї-Хоа «Червоний мак» Р.Глієра; Анітра «Пер Ґюнт» Е.Ґріґа; та ін.

## Після війни
Навесні 1944 року Дарія разом із групою з львівської опери від'їхала на захід, до Німеччини — перед прибуттям радянської армії. В таборі для переміщених осіб в Австрії, де вчила дітей танцювати, вона зустріла свого майбутнього чоловіка. В'язанку українських народних танців, які вона тоді поставила, українські діти виконували на Міжнародному фестивалі 1945 року в Інсбруку. Навесні 1950 року Дарія разом зі своїм чоловіком Тарасом Снігуровичем емігрувала до Канади й оселилася у Вінніпезі.

## Канада
Український іммігрантський театр у Вінніпезі процвітав із початку століття. Післявоєнне покоління зробило свій внесок. 23 липня 1950 року Дарія взяла участь у концерті з іншими українськими митцями, що прибули з Європи, у складі театру «Ренессанс»: І. Туркевич-Мартинець, Г. Манько, А. Степняк, І. Федишин і Л. Левицька. Їхній концерт відбувся в Вінніпеґу в церкві Св. Миколая, яка була пам'яткою архітектури (на вулиці Мак-Грегор і проспекті Флор).

### Хореограф балету
У 1970 році у Вінніпезі, в Концертному залі Сторіччя в (Centennial Concert Hall), прем'єра опери Стефанії Туркевич «Цар Ох, або Серце Оксани» зібрала трьох мисткинь, що працювали разом у Львівському театрі опери та балету: Стефанію Туркевич, яка служила концертмейстером, Ірену Туркевич-Мартинець, яка була оперною примадонною, і Дарію, провідну солістку балету. Дарія зробила в цій опері хореографічні сцени, а Ірина вела виставу.
До трьохактного балету «Ніч на Івана Купала» Стефанії Туркевич (про святкування літнього сонцестояння в Україні та в інших слов'янських країнах, коли бувають найкоротші ночі), Дарія написала лібрето і працювала як хореограф із танцювальною групою «Євшан» у Саскатуні, де відбулася прем'єра влітку 1971 року.

### Учитель балету
У 1973 році Дарія стала членом Ради (Правління) Королівського балету в Вінніпезі (Canada's Royal Winnipeg Ballet); у 1975 році — викладач цього престижного навчального закладу. Її хореографія залишилася частиною репертуару RWB School після смерті мисткині в 1980 році.
Марія Пастернакова в книзі «Українська жінка в хореографії» написала: «Дарія Нижанківська-Снігурович веде у своїй школі клас балету, техніку якого вміє поєднати з характером стилізованих українських народних танців і при цьому виявляє докладне знання основних законів будови композицій. У такого роду творчій праці вона розкриває широкі можливості сценічного оформлення народних танців, чим збагачує та підносить на високий рівень українське хореографічне мистецтво».

### Спадщина
Дарія померла 23 червня 1980 року у Вінніпезі. Творчою спадщиною артистки заопікувалася її донька, Genia Blum. Це вона грала роль дівчинки Лади в дитячій опері «Зимова краля» 1965 року, хореографію до якої робила її мати . Вона навчалася в Royal Winnipeg Ballet і професійно танцювала в Європі під дівочим ім'ям Євгенії Снігурович. Із 1992 до 2018 р. вона займалася своєю балетною студією в Люцерні, Швейцарія. Сьогодні вона є письменницею, перекладачем і продовжує підтримувати мистецтво через Фонд танцю Дарія Нижанківська.